# 別府八湯温泉道

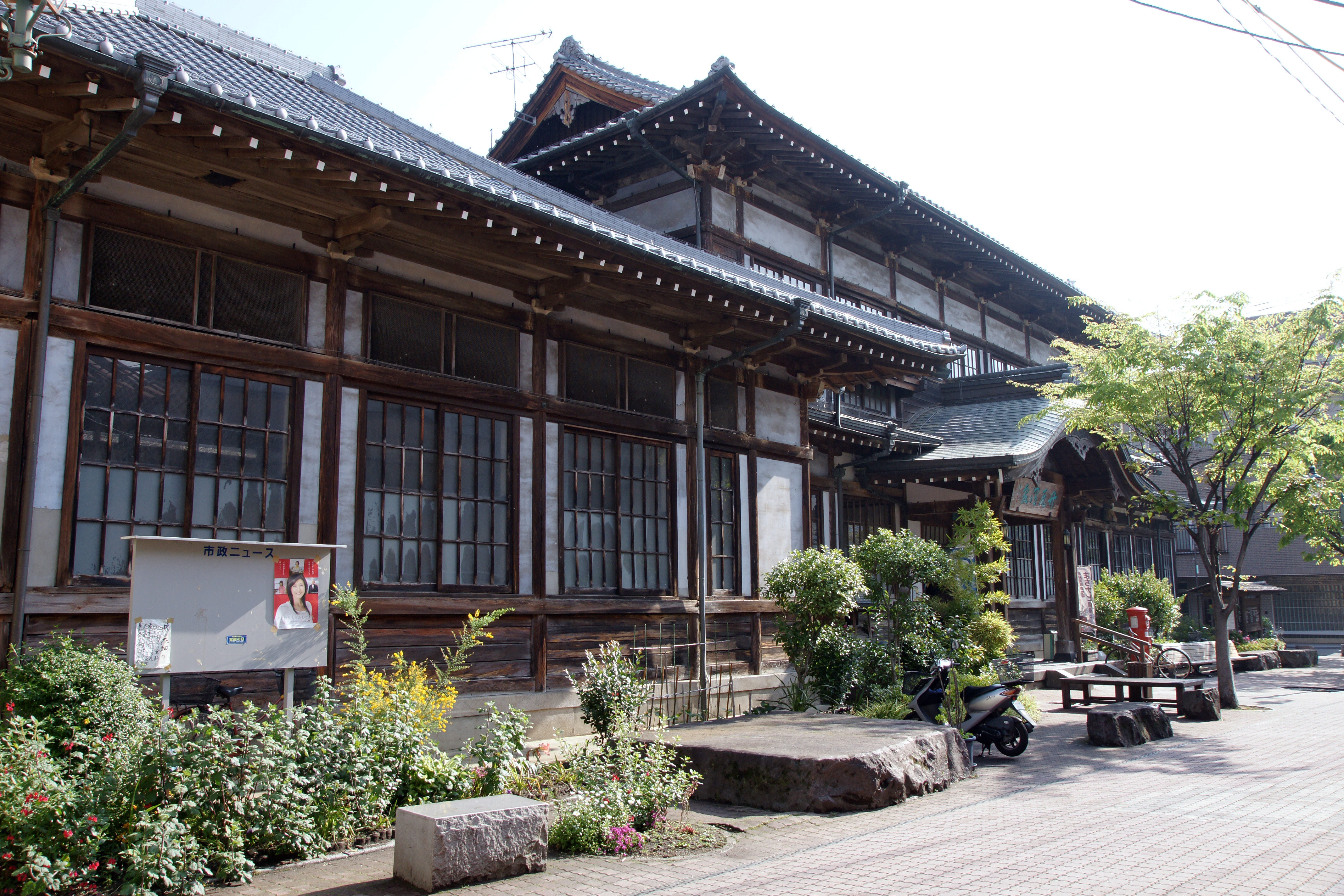
別府温泉 竹瓦温泉

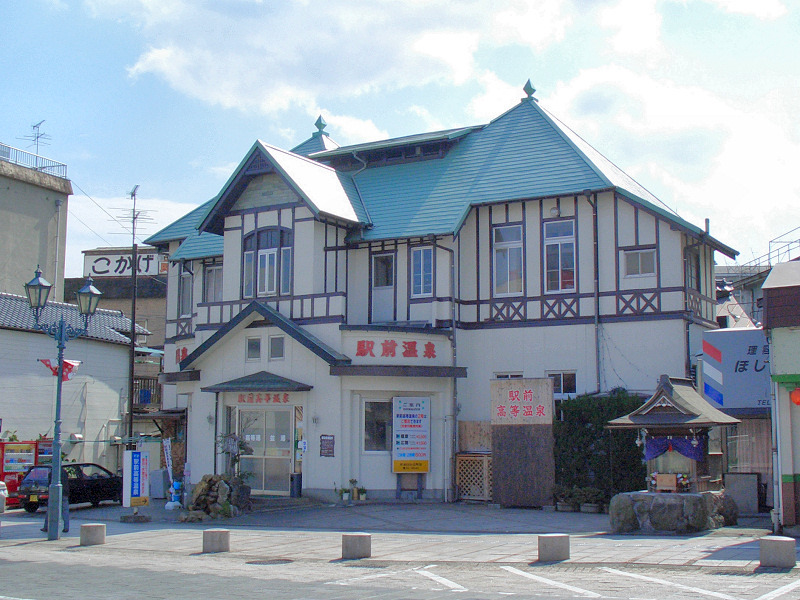
別府温泉 駅前高等温泉

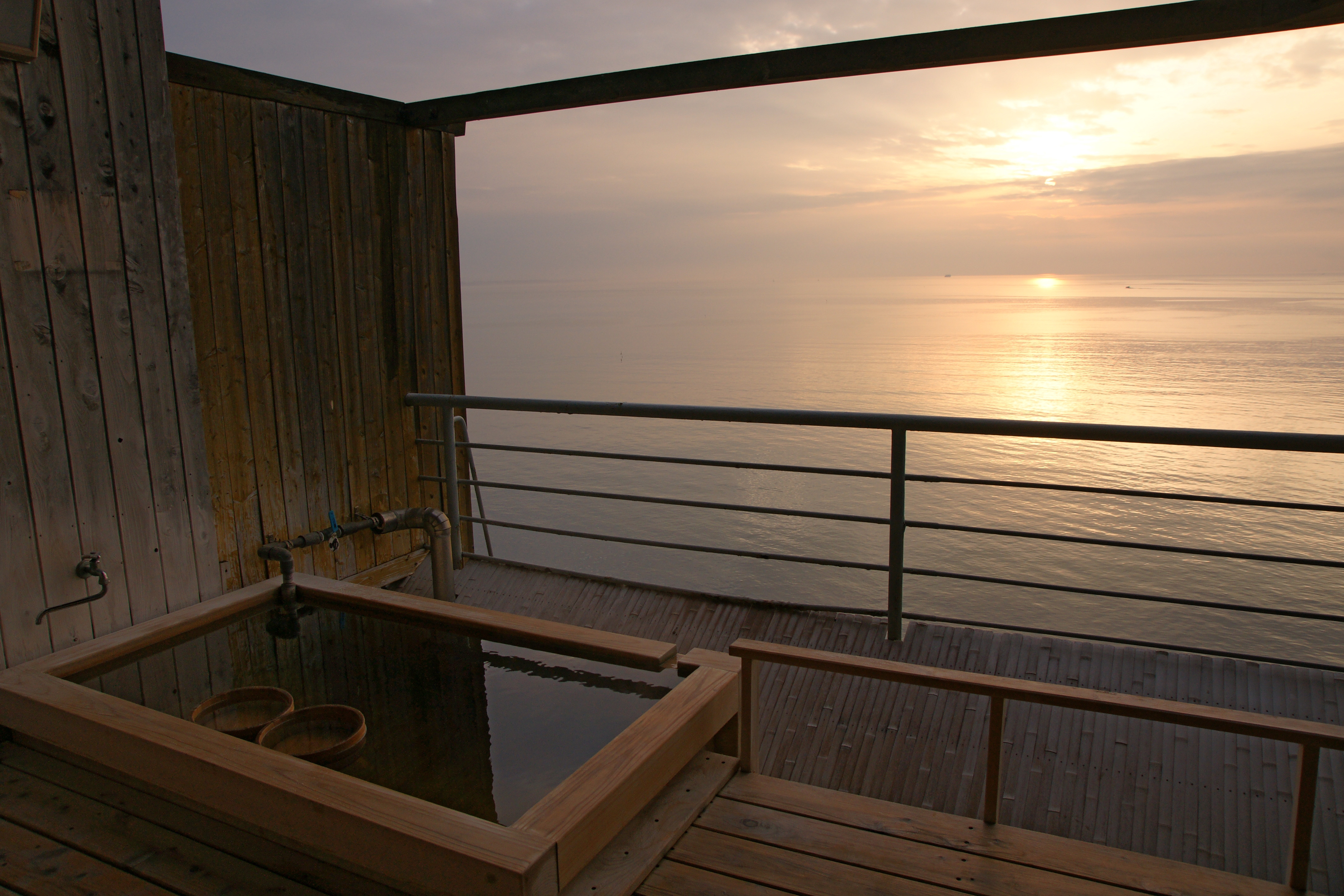
別府温泉 天空湯房清海荘

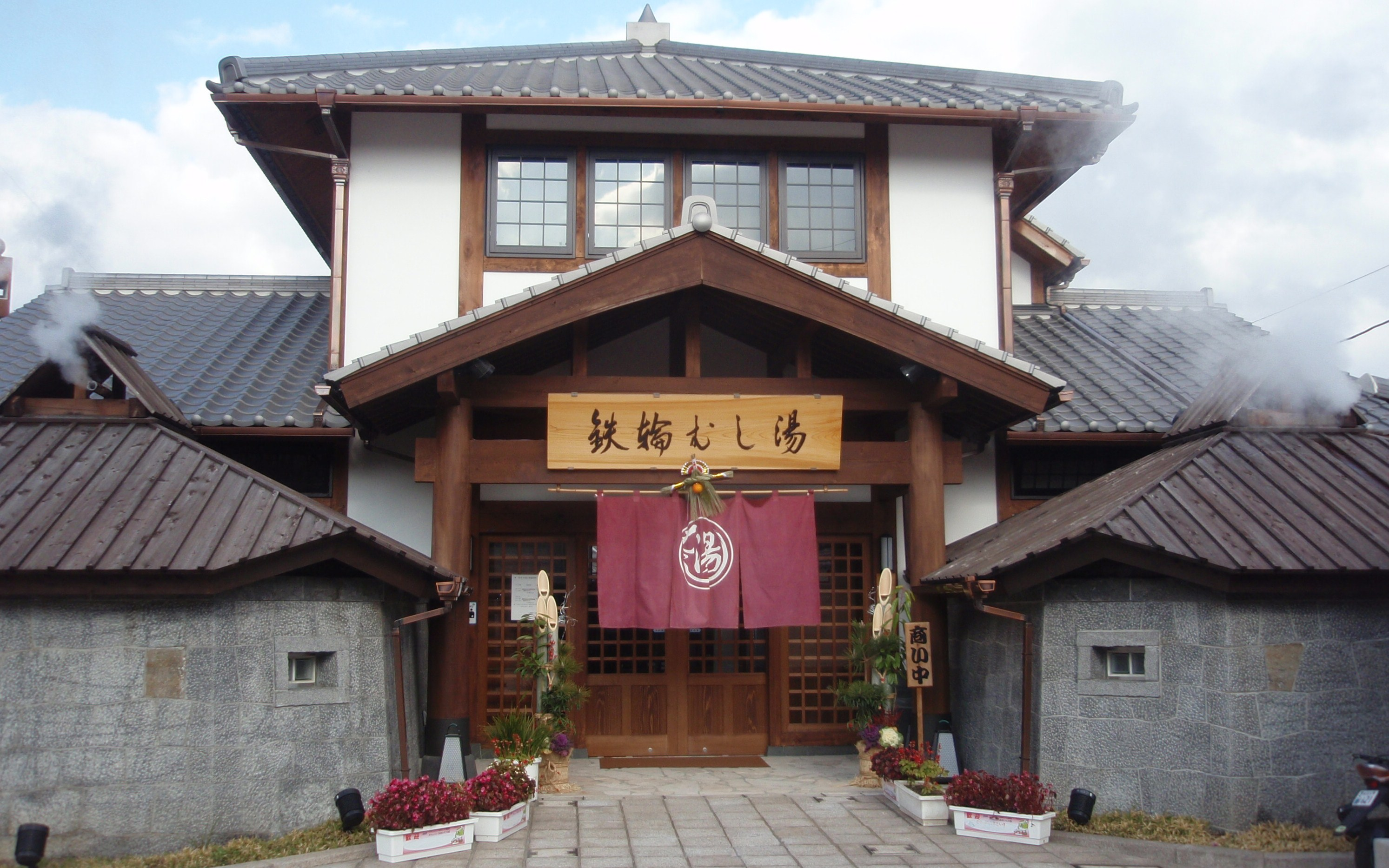
鉄輪温泉 鉄輪むし湯

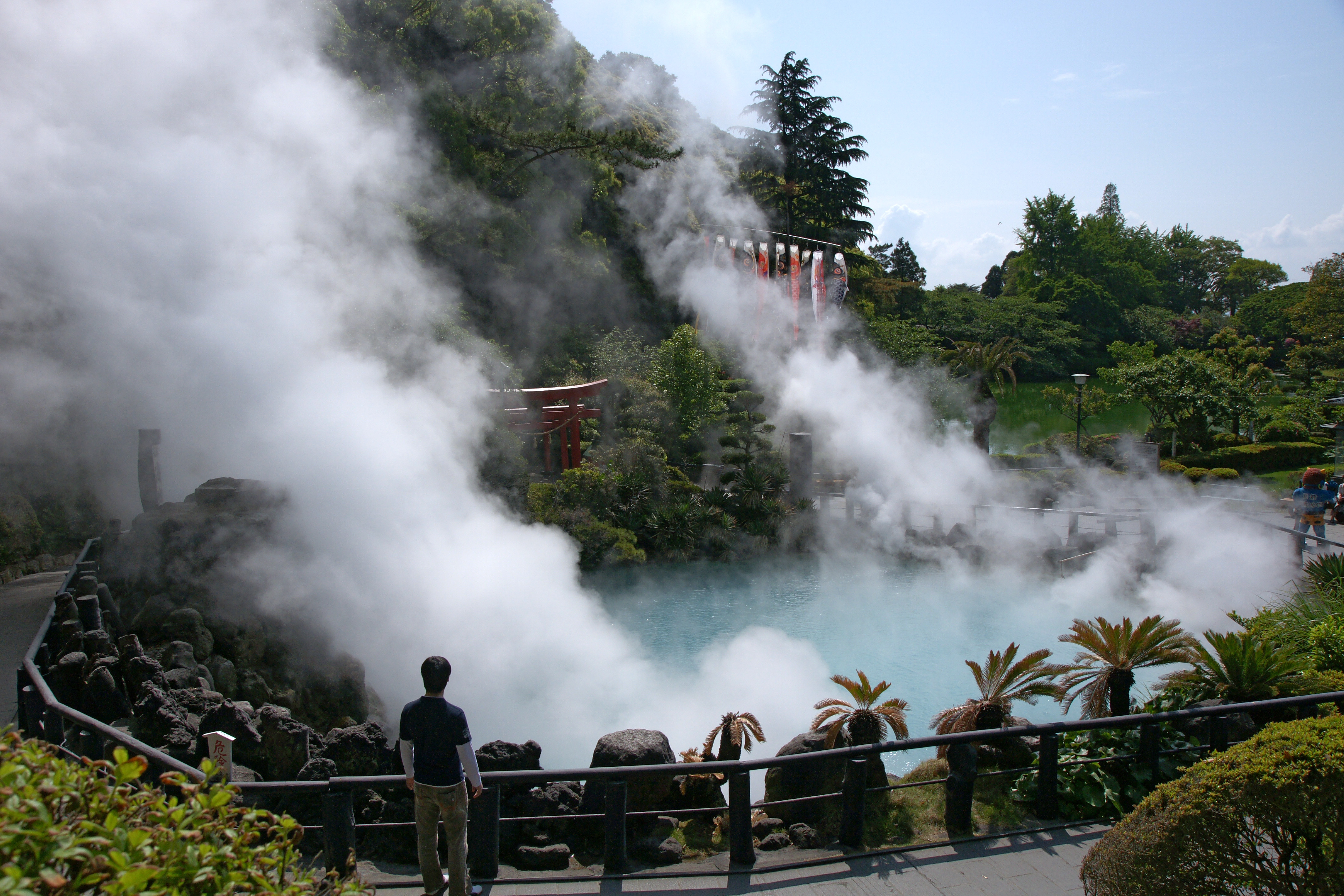
鉄輪温泉 海地獄（足湯）

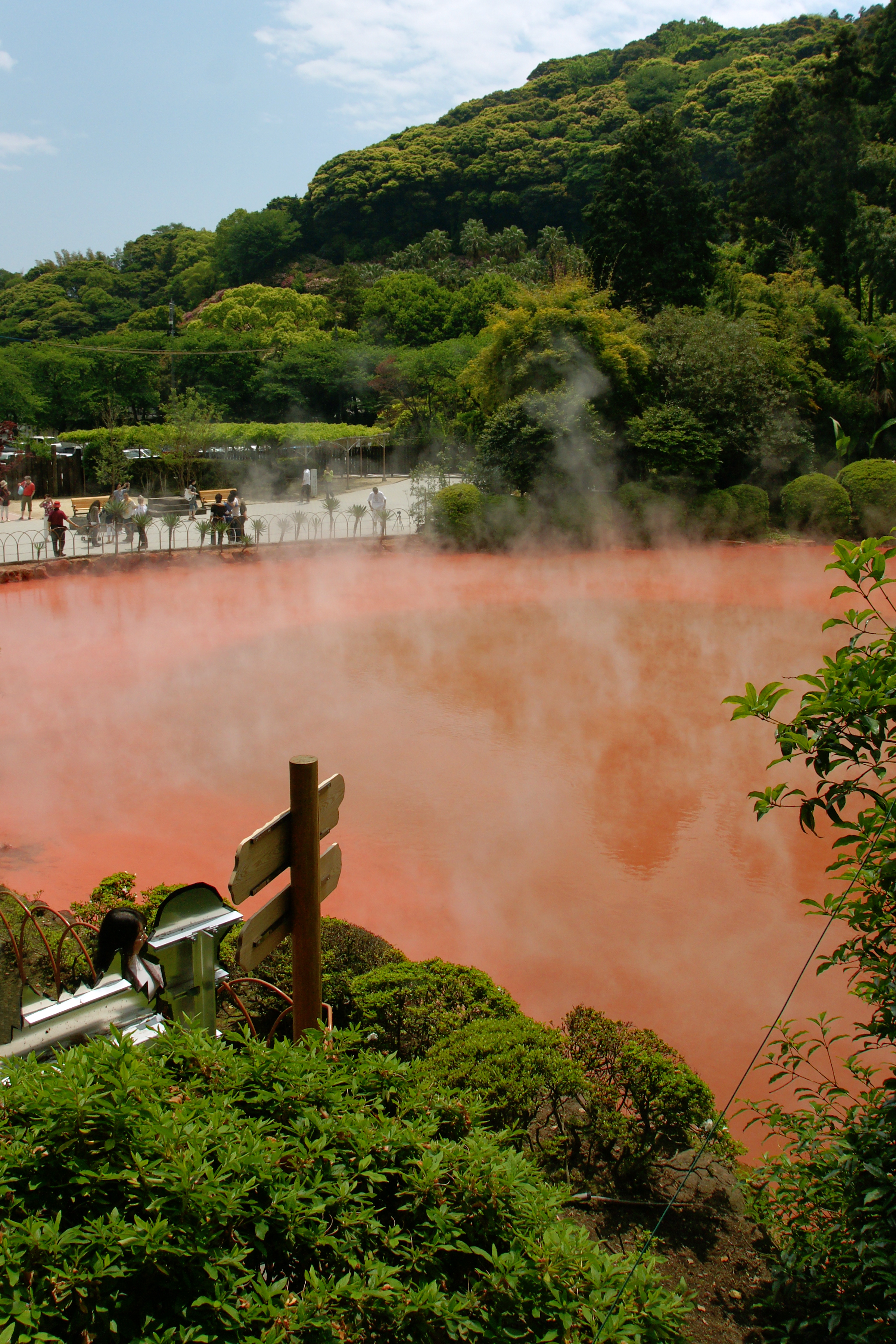
柴石温泉 血の池地獄（足湯）

別府八湯温泉道（べっぷはっとうおんせんどう）は、大分県別府市で開催されている別府八湯等の温泉を巡る体験型イベントである。参加者は温泉施設を巡って88ヶ所のスタンプを集め、温泉道名人の認定を目指す。

## 概要
大分県別府市には別府八湯と呼ばれる8つの温泉を中心に約2,300の源泉があり、日本一の源泉数と湧出量を誇る。2001年（平成13年）に始まった温泉道は、別府市等の約150ヶ所の共同温泉、市営温泉、外湯、旅館やホテルの立ち寄り湯などを巡る体験型イベントである。イベントに参加している温泉施設は、公式サイトや毎年発行される別府八湯温泉本で確認することができる。
参加者は、入湯した施設で、スタンプ帳のスパポートに押印するか、携帯電話のケータイ温泉道＠別府で合い言葉を入力して登録するかのいずれかの方法でスタンプを収集する。入湯してスタンプを収集した施設の数に応じて8ヶ所ごとに初段から十までの段位が与えられ、88ヶ所を巡ると温泉道名人に認定される。名人に認定されると、ひょうたん温泉にある温泉名人の殿堂に肖像写真が飾られ、毎年春の別府八湯温泉まつりでは1年間に新たに認定された名人が表彰される。2015年6月14日現在で、名人は6,074人。
また、88湯巡りを繰り返しを達成した者には、以下の称号が授与される。
- 11巡 - 永世名人
- 22巡 - 名誉名人
- 33巡 - 永世名誉名人
- 44巡 - 王位名人
- 55巡 - 永世王位名人
- 66巡 - 泉王名人
- 77巡 - 永世泉王名人
- 88巡 - 泉聖

これらは達成者が出るたびに上位の称号が新設されてきたが、競争が激化したこともあり、2015年5月15日に88巡達成に対して新設された泉聖を究極の位として、以後は上位の称号は設けないことになっている。
また、女性限定企画の別府八湯美人温泉道や、子供向けの24ヶ所を巡ると「温泉ちゃんぴょん」に認定する子供向けスタンプラリーも行われている。

## 温泉道の参加施設
全144湯（2015年6月5日現在）。

### 別府温泉
市営温泉
- 竹瓦温泉
- 北浜温泉テルマス（別府市営、1998年10月開設、2022年3月廃止[7][8]）
- 海門寺温泉
- 不老泉
- 田の湯温泉
- 永石温泉
- 芝居の湯

共同温泉
- 九日天温泉
- 寿温泉
- 紙屋温泉
- 錦栄温泉
- 末広温泉
- 野口温泉
- 春日温泉
- 京町温泉
- 天満温泉
- 幸温泉
- 上原温泉
- 餅ヶ浜温泉
- 的ヶ浜温泉
- 此花温泉
- 南的ヶ浜温泉
- 若草温泉
- 大和温泉

外湯
- 駅前高等温泉

宿泊施設
- 豊泉荘
- 竹と椿のお宿 花べっぷ
- ホテル白菊
- ゆわいの宿竹乃井
- ホテルニューツルタ
- 大江戸温泉物語 別府清風
- 悠彩の宿望海
- べっぷ好楽
- 天空湯房清海荘
- べっぷ野上本館
- 花菱ホテル
- ビジネスホテル松美
- 別府富士観ホテル
- ホテル三泉閣（2020年破産[9]、2023年に跡地を別府温泉ホテルが取得[9]）
- ホテル雄飛
- 割烹旅館関屋
- くつろぎの温泉宿山田別荘
- 旅館すえよ志
- 旅のお宿臨海
- 西鉄リゾートイン別府
- ホテル芳泉鶴
- ホテルシーウェーブ別府 熊八の湯
- 別府のお宿 加賀屋
- ホテルフジヨシ

### 浜脇温泉
市営温泉
- 湯都ピア浜脇
- 浜脇温泉

共同温泉
- 松原温泉
- 住吉温泉
- 日の出温泉
- 山田温泉
- 東町温泉
- 八幡温泉
- 朝見温泉
- 蓮田温泉
- 東蓮田温泉
- 祇園温泉

喫茶
- 茶房たかさきの湯

### 観海寺温泉
外湯
| - いちのいで会館 | - スギノイパレス棚湯 |

宿泊施設
| - 杉乃井ホテル | - 旅亭松葉屋 | - べっぷ昭和園 | - 美湯の宿 両築別邸 |

### 堀田温泉
市営温泉
- 堀田温泉

外湯
| - 桜湯 | - 夢幻の里 春夏秋冬 |

宿泊施設
| - 別府ホテル芙蓉倶楽部 | - さわやか 別府の里 |

### 明礬温泉
市営温泉
- 鶴寿泉

共同温泉
- 照湯温泉

外湯
| - 別府温泉保養ランド | - 明礬湯の里 | - 湯屋えびす | - 明礬山の湯 |

宿泊施設
| - 岡本屋旅館 | - 旅館みどり荘 | - 湯元屋旅館 | - 奥みょうばん山荘 | - 豊前屋旅館 | - ホテルさわやかハートピア明礬 | - 旅館若杉 |

足湯
- 明礬地獄足湯

### 鉄輪温泉
市営温泉
| - 熱の湯 | - 鉄輪むし湯 |

共同温泉
- 渋の湯
- 上人湯
- 地獄原温泉
- 小倉薬師温泉丘の湯
- すじ湯温泉
- 谷の湯
- 砂原温泉

外湯
| - ひょうたん温泉 | - 夢たまて筥 | - みかゑり温泉 | - 鬼石の湯 |

宿泊施設
- かんぽの宿別府
- おにやまホテル
- ホテル風月HAMMOND
- 温泉閣
- やすらぎのある宿 旅館さくら屋
- ふるさとの宿 みかさや
- 旅館入船荘
- 旅館みゆき屋
- 大黒屋
- いやしの湯 豊山荘
- 湯けむりの里東屋
- 絶景の宿さくら亭
- 湯元 かなわ荘
- 旅館国東荘
- もと湯の宿黒田や
- かんなわ ゆの香
- 粋房おぐら
- 和の宿 夢月
- 癒しの宿 彩葉
- ヤングセンター

足湯
| - 海地獄足湯 | - 鬼石坊主地獄足湯 | - かまど地獄足湯 |

### 柴石温泉
市営温泉
- 柴石温泉

お寺
- 長泉寺薬師湯

足湯
- 血の池地獄足湯

### 亀川温泉
市営温泉
| - 別府海浜砂湯 | - 浜田温泉 | - 亀陽泉 | - 競輪温泉 |

共同温泉
| - 四の湯温泉 | - 亀川筋湯温泉 | - 前田温泉 |

外湯
- とんぼの湯

福祉施設
- 太陽の湯

### 周辺・塚原・日出
共同温泉
| - 市の原温泉 | - 七ッ石温泉 |

外湯
| - 塚原温泉火口乃泉（塚原） | - おかたの湯 | - 陽だまりの湯 花の湯 |

宿泊施設
| - 別府湾ロイヤルホテル | - 城島高原ホテル | - ホテル別府パストラル | - ホテルソラージュ「大神の湯」（日出） |

レジャー施設
- 城島高原パーク展望足湯 花草香